# Gjergj Fishta
Gjergj Fishta, születési nevén Zef Ndoka (Fishta, 1871. október 23. – Shkodra, 1940. december 30.) albán ferences szerzetes, pedagógus, politikus, költő, drámaíró, műfordító. Ferences atyaként 1902-től két évtizeden át volt a shkodrai ferences kollégium igazgatója, tanintézményében az elsők között vezette be az albán tanítási nyelvet. Tevékenyen részt vett Shkodra és Albánia közművelődési életében, egyebek mellett alapító tagja volt a Bashkimi egyesületnek (1899), majd az Albán Irodalmi Bizottságnak (1916), közreműködött az egységes albán ábécé kialakításában.
Az albán irodalom legnagyobb hatású 20. századi alakjai között tartják számon, aki anyanyelvét, az észak-albániai geg dialektust elsőként szólaltatta meg lírai erejű, érett költői nyelven. Az utókor vallásos és hazafias versei mellett szatirikus költeményeit tartja életműve becsesebb darabjainak, fő műve pedig az északalbánok függetlenségi harcait megörökítő, harminc énekből álló epikus hősköltemény, a Lahuta e malcís (’Hegyvidéki koboz’). Az epikus költemény az albán irodalom egyik kiemelkedő teljesítménye, szerzőjét gyakran illetik „az albán Homérosz” vagy „a nemzet költője” díszítő jelzőkkel.
Élete végén lelkesedéssel fogadta hazája olasz annexióját, „az új Római Birodalom” eljövetelét. A második világháború után kiépülő kommunista emlékezetpolitikában kegyvesztetté vált, műveit csaknem öt évtizedre betiltották, és csak 1991-ben lett ismét az albán nemzeti panteon nagy becsben tartott alakja.

## Életútja

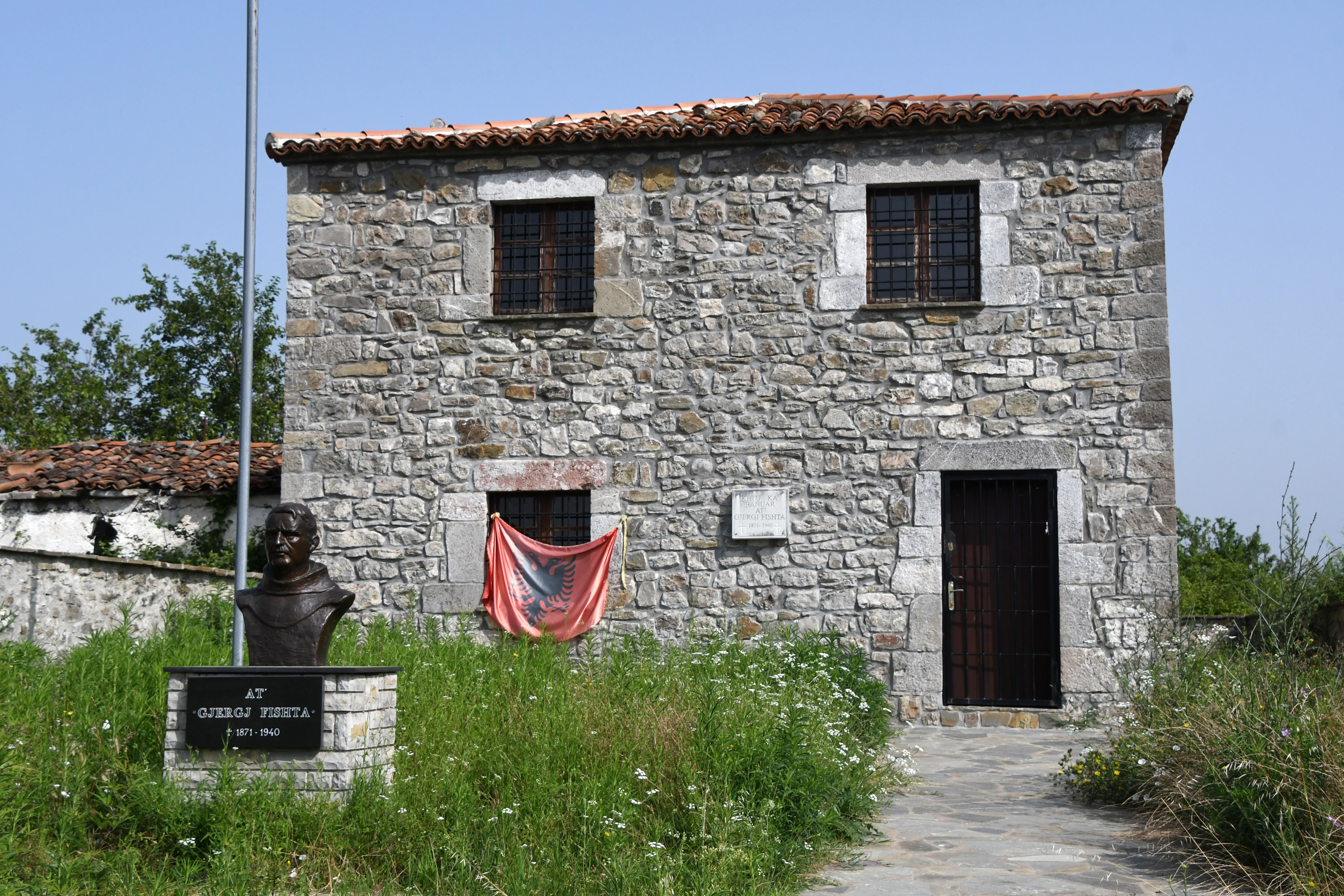
Fishta szülőháza

Az északnyugat-albániai Zadrima síkjának egyik kis falujában, Fishtában született, az arberes ferences misszionárius és költő Leonardo De Martino tartotta keresztvíz alá. Tanulmányait hatéves korától a shkodrai ferences iskolában kezdte meg, majd 1880-tól a szülőfalujához közeli Troshanban folytatta, miután az ottani ferences szeminárium megnyitotta kapuit. Gyermekkorát és diákéveit, az irodalom és a nyelv iránti szeretetét meghatározta az iskolákban tevékenykedő ferences-minorita atyák, köztük De Martino szellemi hatása. Jóvoltukból a fiú tizenöt éves korától, 1886-tól boszniai ferences kolostorokban és szemináriumokban készülhetett fel a papi pályára (Guča Gora, Kraljeva Sutjeska, Livno és Kreševo). Teológiát, filozófiát és nyelvészetet tanult, emellett közelebbről megismerkedett a latin nyelvű, valamint az olasz, szerb és horvát szépirodalom alkotásaival. Tanárai közül nagy hatással volt rá Lovro Mihačević. Ezekben az években kötött ismeretséget Grgo Martić boszniai horvát szerzetes-költővel, valamint Silvije Strahimir Kranjčević horvát költővel, aki barátjaként Fishta irodalmi érdeklődésére is hatott.
Tanulmányai befejeztével, 1894 februárjában tért vissza Albániába, ahol a ferences szerzetesrend soraiban pappá szentelték. Felszentelését követően a szülőfaluja melletti Troshan ferences iskolájának tanára, később Gomsiqja plébánosa lett. 1902-ben a shkodrai ferences iskola igazgatójává nevezték ki, ahol egyik első intézkedése az albán tanítási nyelv bevezetése volt. Évtizedeken át irányította az iskola munkáját, amely idővel középiskolává, Észak-Albánia legfontosabb oktatási intézményévé nőtte ki magát, és 1921-ben felvette a Collegium Illyricum nevet. Pedagógusi tevékenységével párhuzamosan aktívan részt vett a város és az albánság kulturális életében. Nagy részben köszönhető neki, hogy a 20. század első évtizedeiben Shkodra a geg albán kultúra pezsgő szellemi életének színtere lett. Preng Doçival, Ndoc Nikajjal és Pashk Bardhival 1899-től alapító tagja volt a Társaság az Albán Nyelv Egységéért vagy röviden Bashkimi (’Egység’) irodalmi társaságnak, amelynek fő célja az egységes albán ábécé kialakítása volt, de többek között kiadott egy geg szótárt is. A társaság kezdeményezésére 1908. november 14–22-én sor került az egységes albán ábécé felől döntő manasztiri kongresszusra. Fishta is részt vett az eseményen, amelyen a Bashkimi által kidolgozott ábécé mellett kardoskodott. Végül az általa elnökölt tizenegy tagú különbizottság elfogadta a Bashkimi-ábécé alapelveit és módosított változatát, egyúttal az 1879-es Sami Frashëri-féle sztambuli ábécé használatát is engedélyezték. 1907-ben Shtjefën Gjeçovival megalapították az első shkodrai közkönyvtárat. 1913 októberében útjára indította a ferencesek havonta megjelenő, Hylli i Dritës (’Hajnalcsillag’) című folyóiratát, amelyben elsősorban az albánság irodalmával, folklórjával, történelmével és politikai kérdéseivel foglalkozó írások jelentek meg, és amely kihagyásokkal 1944 júliusáig az észak-albániai geg kultúra legfőbb szócsöve volt. 1916 decemberétől 1918-ig az osztrák Maximilian Lambertzcel együtt szerkesztette a Posta e Shqypnis (’Albániai Hírhozó’) című kétheti politikai-kulturális lapot. 1916. szeptember 1-jén prominens észak-albániai irodalmárokkal, Luigj Gurakuqival, Ndre Mjedával, Mati Logorecivel, Hilë Mosival, Sotir Pecivel, Aleksandër Xhuvanival és Gjergj Pekmezivel, valamint Maximilian Lambertzcel együtt – és az ország északi részét megszálló Osztrák–Magyar Monarchia polgári közigazgatásának feje, August Kral jóváhagyásával – megalapították az Albán Irodalmi Bizottságot.

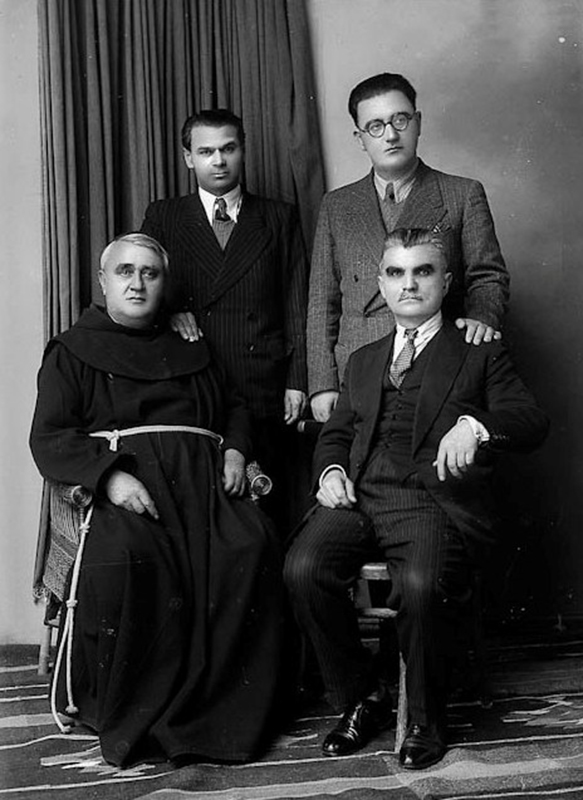
Albán irodalmárok csoportja 1938-ban Shkodrában: Lasgush Poradeci, Ernest Koliqi (álló sor balról jobbra), Fishta és Aleks Stavre Drenova (ülő sor)

Az 1910-es évektől az országos politikában is egyre határozottabban hallatta a hangját. 1911-ben, amikor az oszmán hatóságok ideiglenesen bezáratták a shkodrai ferences iskolát, Fishta gyújtó hangú politikai beszédet intézett Shkodra népéhez. 1919 augusztusában a Luigj Bumçi vezette albán küldöttség főtitkáraként vett részt az első világháborút lezáró Párizs környéki béketárgyalásokon. Bumçi felkérésére csatlakozott egy az Amerikai Egyesült Államokba utazó különbizottsághoz, és részt vett a keleti parti városokba (Boston, New York, Washington) tett, az albán állam érdekeit népszerűsítő körúton. 1921 áprilisában Shkodra képviselője lett az albán nemzetgyűlésben, amelynek még az év augusztusában alelnökévé választották. Szónoki tehetségének köszönhetően hamar az albán politikai élet közismert figurája lett.
Az 1930-as évek elején az albán állam diplomatájaként részt vett az 1934-es balkáni egyezményt előkészítő konferenciákon (Athén, 1930; Szófia, 1931; Bukarest, 1932). 1937-ben végleg visszavonult a közélettől, hátra lévő éveit szerzetesi munkájának és az írásnak szentelte, ideje nagy részében a gjuhadoli ferences kolostor nyugalmában végezte alkotómunkáját. 1935 és 1938 között az albániai ferencesek tartományfőnöke volt. Albánia olasz megszállását követően, 1939. június 3-án az Olasz Királyi Akadémia rendes tagjává választották Fishtát, aki élete utolsó művében lelkesen üdvözölte a „Római Birodalom” eljövetelét Albániában. Ezt az írását az elkövetkező években a fasiszta rendszer propagandacélokra is felhasználta.
Hatvankilenc évesen, 1940. december 30-án hunyt el a shkodrai közkórházban.

## Munkássága

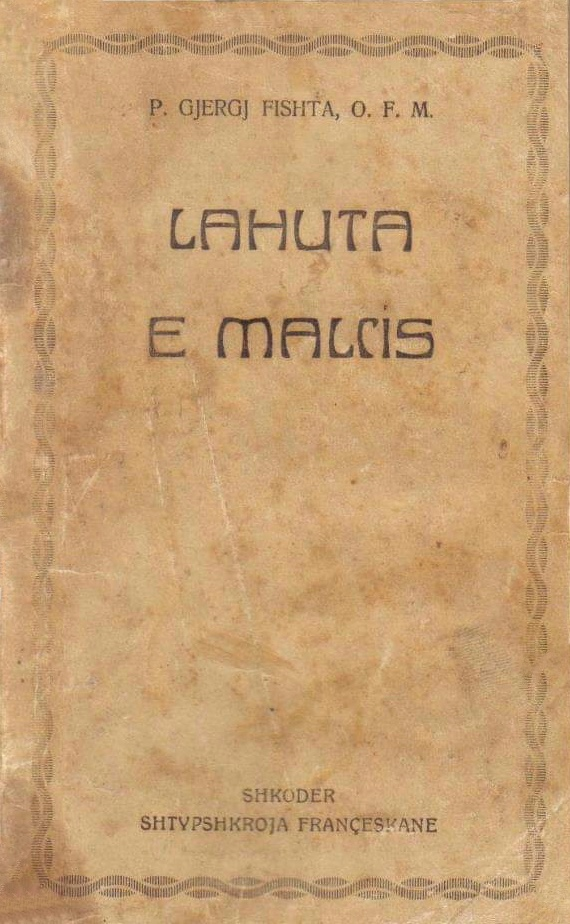
A Lahuta e malcís első teljes kiadásának borítója (1937)

Első verse Faik Konica Albania című folyóiratában jelent meg 1899-ben, élete során pedig harminchét irodalmi munkát adott ki. Életművének – és egyúttal az albán irodalomnak – az egyik legmeghatározóbb darabja a teljes terjedelmében 1937-ben Shkodrában megjelent Lahuta e malcís (’Hegyvidéki koboz’). A harminc énekből álló, 15 613 soros epikus hősköltemény témája az albánok függetlenségéért a montenegróiakkal, a szerbekkel és az oszmánokkal szemben vívott hősi küzdelem, mintegy krónikaszerűen tekinti át az 1862 és 1913 közötti évek döntően észak-albániai történéseit. Fishta 1902-ben kezdte el a mű írását, és 1909-ig nagyrészt be is fejezte, de az elkövetkező csaknem három évtizedben folyamatosan csiszolta művét. Végül az albán függetlenség huszonöt éves jubileumán, 1937-ben döntött a kiadásról. Fishta a mű írásakor visszanyúlt az északi hegyvidékek geg orális hagyományaihoz. Nem csupán a nép ajkán élő epikus témákat, mondai és hiedelemmotívumokat emelte be művébe, de verselésében népének archaikus nyelvezetét, a népköltészet prozódiáját és formanyelvét is követte. Fishta hőseposza éppen ezért folklorisztikai szempontból is jelentős: megörökítette az addig kizárólag szájhagyomány útján terjedő népköltészeti témákat és motívumokat. Robert Elsie szerint a Lahuta e malcís az albán irodalom első hozzájárulása volt az egyetemes világirodalom kincsestárához, és az európai irodalmak sorába emelte az albánt.
Az albán irodalomtörténet-írás különösen nagy becsben, az albán líra legjobb darabjai között tartja számon Fishta egyéb költői munkáit, lírai verseit is. Első eredeti verseskötete, a Luigj Gurakuqinak ajánlott Pika voëset (’Harmatcseppek’) 1909-ben jelent meg Zárában főként vallásos versekkel. Ezt követte az 1913-ban Shkodrában megjelent Mrizi i zânave (’Tündérek déli pihenője’), amelyben már Fishta hazafias lírája szólalt meg. Verseiben az előző évben függetlenné vált haza szeretetét és dicséretét énekelte meg idealista hévvel: Shqypnija (’Albánia’), Gjuha shqype (’Az albán nyelv’), Atdheut (’A hazához’), Shqypnija e lirë (’A szabad Albánia’), Hymni i flamurit kombtár (’A nemzeti zászló himnusza’). Emellett a kötetben helyet kapott allegorikus melodrámaciklusának két darabja is, Shqyptari i gjytetnuem (’A művelt albán’) és Shqyptarja e gjytetnueme (’A művelt albán nő’) címmel. 1925-ben Shkodrában adta ki összegyűjtött vallásos és istenes verseit Vallja e Parrîzit (’Paradicsomi tánc’) címen, amelynek egyes darabjai a katolikus hagyományú albán költészet legszebb darabjai: Të kryqzuemt (’A keresztrefeszítésről’), Të zânun e pafaj të Virgjërês Mri (’Szűz Mária szeplőtelen fogantatásáról’), Nuntsiata (’Angyali üdvözlet’), Shë Françesku i Asizit (’Assisi Szent Ferenc’) stb.
Epikus hőskölteménye, lírai hazafias és vallásos versei mellett népszerűek voltak Fishta szatirikus költeményei is, amelyekben maró gúnnyal és nemegyszer bántó éllel ostorozta főként honfitársai műveltségbeli elmaradottságát és az albán oktatási rendszer hiányosságait. Legtöbb bökverse az Albania című folyóiratban jelent meg „Castigat ridendo” álnéven, de 1907-ben Szarajevóban megjelent első szatirikus kötete is Ânxat e Parnasit (’A Parnasszus darazsai’) címmel. Életművének néhány kritikusa a Lahuta e malcíst is megelőzve ezeket a versfüzéreket tartja Fishta legérettebb költői műveinek. A kötet legjelesebb darabja a Nakdomonicipedija (’Lecke Nakdo Monicinak’), amelyben barátja, Ndoc Nikaj (írói álnevén Nakdo Monici) közönyösen fogadott 1902-es Szkander bég életrajza kapcsán kárhoztatja az albánok érdektelenségét saját múltjuk és anyanyelvük iránt. Fishta költői magyarázata szerint Szent Miklós és a Sátán egyaránt a tengereket járta egy időben, de míg előbbi Isten felhatalmazásából józan ésszel és jóízléssel kereskedett, a Sátán portékája nem volt más, mint kitaposott lábbelik. Amikor mindketten egyszerre kötöttek ki Shëngjin partjainál, a helyi albánok összedugták fejüket, és úgy határoztak, lábbelit vásárolnak, azt is hitelre. Az albánok akkor estek el a józan ész és a jóízlés adományaitól. Kötetével Fishta sok követőt, de még több ellenséget szerzett magának, ezért elővigyázatosságból és politikai karrierjét védve 1923-as Gomari i Babatasit (’Babatasi szamara’) című drámai költeményét már Gegë Toska álnéven jelentette meg. Művében ezúttal a politikai közélet szereplőit, a hamis hazafiakat, a melldöngetőket, a saját pecsenyéjüket sütögetőket és a cselekvésre képteleneket ostorozta.
Fishta műfordítóként is beírta a nevét az albán irodalom történetébe. Az 1906-ban megjelent Vierrsha i pershpirteshem t’kthyem shcyp (’A szellem költeményei albánra fordítva’) című könyvében saját vallásos versei mellett albánul adta közre az olasz Pietro Metastasio, Alessandro Manzoni, Silvio Pellico és Giacomo Zanella verseit. Albánra fordította Homérosz Iliaszának öt könyvét, 1931-ben pedig anyanyelvére dolgozta át Euripidész Iphigeneia Auliszban (Ifigenija n’Aullí) és Molière Képzelt beteg (I ligu për mend) című drámáit. Maga is szerzett több, főként vallási témájú színpadi játékot: Barìt e Betlêmit (’A betlehemi pásztorok’); Sh’ Françesku i Asizit (’Assisi Szent Ferenc’), 1912; Juda Makabe (’Júdás Makkabeus’), 1920; Sh. Luigj Gonzaga (’Gonzaga Szent Alajos’), 1927; Jerina, ase Mbretnesha e luleve (’Jerina, avagy A virágok királynője’), 1941.

## Elismerései
A ferences szerzetesrend érdekében kifejtett munkásságáért 1930-ban a rendtartomány a Lector iubilatus honoris causa címmel tüntette ki Fishtát. 1911-ben elnyerte az osztrák–magyar Ferenc József-rend lovagkeresztjét, 1925-ben XI. Piusz pápától a Benemerenti-érmet, 1931-ben pedig a görög kormány a külföldieknek adományozható Főnix-renddel tüntette ki. Több forrás szerint Gjergj Fishta volt az első albán, akit 1940-ben irodalmi Nobel-díjra terjesztettek fel, de a véglegesített jelöltek közé már nem került be.

## Főbb művei
- Ânxat e Parnasit (’A Parnasszus darazsai’). Sarajevë: Bosn. Post. 1907.  67 o
- Pika voëset: Vjersha (’Harmatcseppek: Versek’). Zader: Vitaliani. 1909.  62 o
- Sh’ Françesku i Asizit: Melodram (’Assisi Szent Ferenc: Melodráma’). Shkodër: (kiadó nélkül). 1912.  100 o
- Mrizi i zânave (’Tündérek déli pihenője’). Shkodër: Nikaj. 1913.  115 o
- Juda Makabe (’Júdás Makkabeus’). Shkodër: Shtypshkronja Françeskane. 1920.  30 o
- Gomari i Babatasit: Poem dramatik (’Babatasi szamara: Drámai költemény’). Shkodër: Shtypshkronja Françeskane. 1923.  104 o
- Vallja e Parrîzit (’Paradicsomi tánc’). Shkodër: Shtypshkronja Françeskane. 1925.  235 o
- Sh. Luigj Gonzaga: Melodram (’Gonzaga Szent Alajos: Melodráma’). Shkodër: Shtypshkronja e Zojës s’Paperlyeme. 1927.  76 o
- Shna Ndou i Padues (’Páduai Szent Antal’). Shkodër: Shtypshkronja Françeskane. 1927.  54 o
- Lahuta e malcís (’Hegyvidéki koboz’). Shkodër: Shtypshkronja Françeskane. [1937].  512 o 
  - Németül: Die Laute des Hochlandes. Übersetzt von Maximilian Lambertz. München: Oldenbourg. 1958.  = Südosteuropäische Arbeiten,  51. 312 o 
  - Olaszul: Il liuto della montagna I–IV. Traduzione di Ignazio Parrino. Palermo: Scuola Grafica Salesiana. 1968–1973.  82 + 156 + 298 + 94 o 
  - Angolul: The highland lute: The Albanian national epic. Translated by Robert Elsie & Janice Mathie-Heck. London: I. B. Tauris. 2005.  487 o 
  - Franciául: Le luth des montagnes: Une épopée albanaise. Traduit par Abidin Krasniqi. Paris: L’Harmattan. 2019.  ISBN 978-2-343-18407-4 618 o
- Jerina ase Mbretnesha e luleve: Poem melodramatik (’Jerina, avagy A virágok királynője: Verses melodráma’). Shkodër: Shtypshkronja Françeskane. 1941.  51 o
- Vepra letrare I–X. (’Irodalmi művek I–X.’). Lezhë: Poligrafik. 2001–2010.  ISBN 999277097X

## Emlékezete

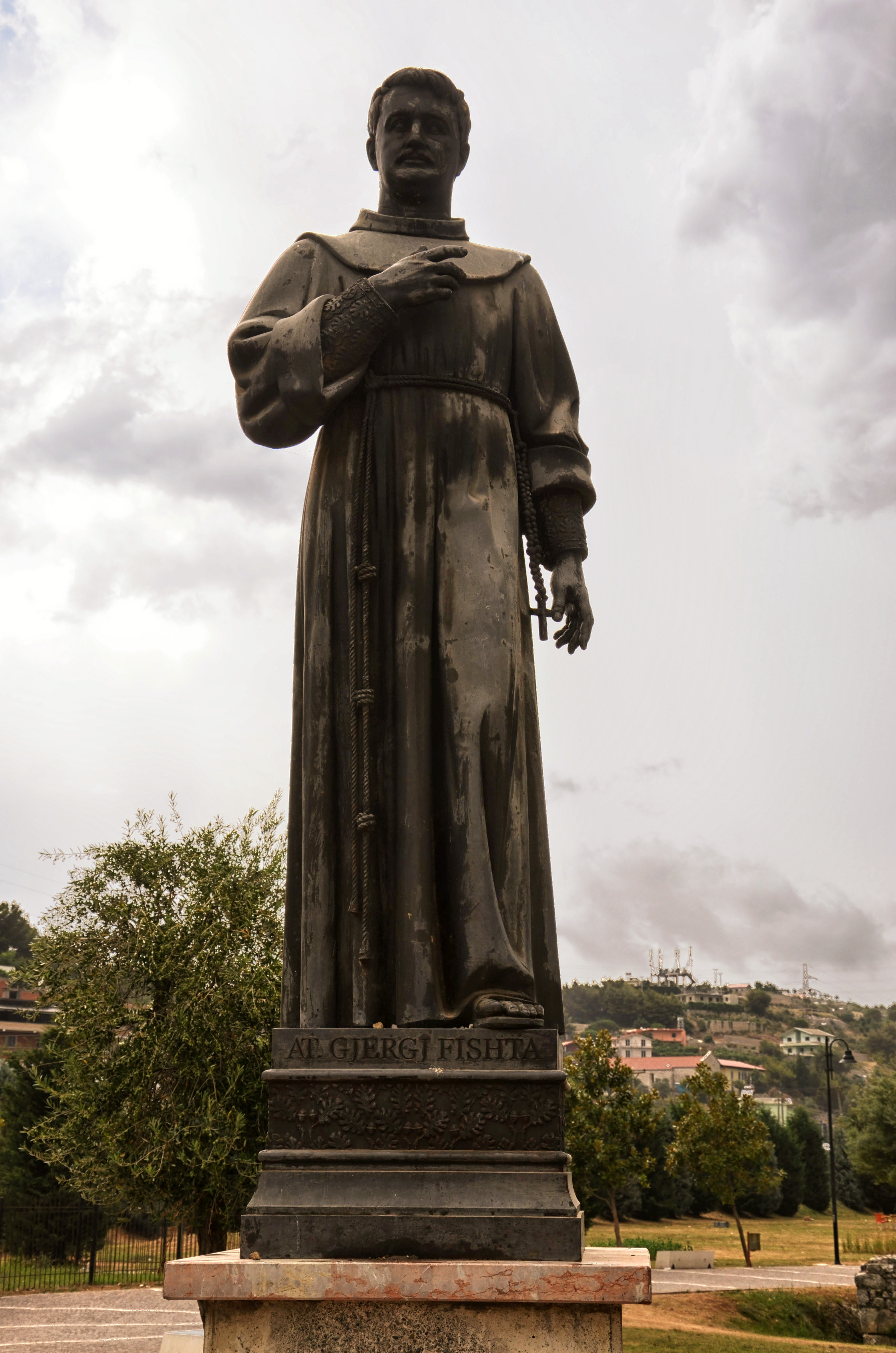
Fishta lezhai szobra

Fishtát már életében nemzedékének koszorús költőjeként, az albán nemzet legelső poétájaként ünnepelték hazájában és külföldön egyaránt. Maximilian Lambertz az „albán földön született legragyogóbb költőként” emlegette, Gabriele D’Annunzio pedig „a dicsőséges albán nép nagyszerű költőjeként” hivatkozott rá. Halálakor Bernardin Palaj egy 1180 soros elégiát szentelt Fishta emlékének, Eqrem Çabej pedig az igaz hazafitól, „Albánia nemzeti költőjétől” búcsúzott. Tény, hogy az észak-albániai, katolikus hátterű shkodrai irodalmi kör tagjaként Fishta munkásságával vált az észak-albániai geg nyelv és kultúra egyenrangú féllé az addig döntően dél-albániai toszkok dominálta albán irodalmi színtéren. A Fishta és Ndre Mjeda munkálkodása nyomán pezsgővé vált shkodrai művelődési életből olyan irodalmárok és literátusok emelkedtek ki, mint Shtjefën Gjeçovi, Pal Dodaj, Vinçenc Prennushi, Marin Sirdani, Anton Harapi, Justin Rrota, Bernardin Palaj, Donat Kurti, Benedikt Dema és Gjon Shllaku.
Az életében „az albán Homérosz”-ként, az albánok „koszorús költőjeként” emlegetett Fishta halála után, a második világháborút követő kommunista államrend kiépülése idején mostoha szerepet kapott a hivatalos emlékezetpolitikában. Valamennyi művét betiltották, személye és életműve nemkívánatos, neve tabu volt. A párt által jóváhagyott irodalomtörténetekben rendre olaszbarát, „a patriarchális elmaradottságot eszményítő klerikális”, „demagóg és cinikus”, „reakciós, revizionista és antidemokratikus”, sőt, „soviniszta és fasiszta” irodalmárként bélyegezték meg. Robert Elsie elmélete szerint mindebben szerepet játszhatott az is, hogy a jugoszláv kommunisták bábáskodása mellett szerveződő Albán Kommunista Párt nem támogathatta a szlávellenes küzdelmeket hősi pátosszal taglaló Lahuta e malcís térnyerését. A Fishta szellemiségétől való félelemben odáig mentek, hogy az ateista kampány idején, 1967-ben Bilal Parruca, a párt végrehajtó bizottsági elnöke megbízásából Fishta shkodrai sírját az éj leple alatt felásták, maradványait pedig a közeli Drin folyóba szórták. Ismeretlenek titokban mintegy negyven csontját és két fogát megmenekítették a barbár gyalázattól, évtizedekig ereklyeként őrizték, majd a rendszerváltást követően végső nyugalomra helyezték a shkodrai ferences templomban.
Noha műveit olvasni vagy a nevét említeni több mint négy évtizeden át nem lehetett Albániában, nimbusza Koszovóban és a diaszpóra körében érintetlen maradt. A kommunista rezsim összedőlését követően Fishta kultusza Albániában is újra virágba szökött, különösen szűkebb pátriájában, Észak-Albániában és Shkodrában. A hallgatást Ismail Kadare törte meg, amikor 1990. március 21-én a kommunista ifjúsági szervezet lapjának adott interjúban Gjergj Fishta, Faik Konica és mások rehabilitálását sürgette. E folyamat legemlékezetesebb pillanatára került sor 1991. január 5-én, amikor nagyobb tömeg gyűlt össze egy shkodrai téren, hogy megemlékezzenek az akkor fél évszázada halott Fishtáról. A pódiumon a helyi színház egyik művésze szavalt részleteket a Lahuta e malcísból. Amikor egy helyütt elakadt a szöveggel, a tömegből többen fejből skandálták az ominózus verssorokat, annak bizonyságaként, hogy Fishta emléke és művészete a felszín alatt az elnyomás évtizedeiben is tovább élt.